# Pholidochris preussi
Pholidochris preussi är en skalbaggsart som beskrevs av Hermann Julius Kolbe 1894. Pholidochris preussi ingår i släktet Pholidochris och familjen Melolonthidae. Inga underarter finns listade i Catalogue of Life.